# Hydropsyche kleobis
Hydropsyche kleobis là một loài Trichoptera trong họ Hydropsychidae. Chúng phân bố ở miền Cổ bắc.